# Bob Etheridge
Bobby Ray "Bob" Etheridge, född 7 augusti 1941 i Sampson County, North Carolina, är en amerikansk demokratisk politiker. Han representerade delstaten North Carolinas andra distrikt i USA:s representanthus 1997–2011.
Etheridge utexaminerades 1965 från Campbell University. Han studerade vidare vid North Carolina State University och tjänstgjorde i USA:s armé 1965-1967.
Etheridge besegrade sittande kongressledamoten David Funderburk i kongressvalet 1996 och omvaldes sex gånger.
Etheridge är presbyterian. Han och hustrun Faye har tre barn.